# BAP (gruppo musicale sudcoreano)
I B.A.P (비에이피?) sono stati un gruppo musicale sudcoreano, formatosi a Seul nel 2012. Il nome del gruppo è l'acronimo di "Best Absolute Perfect".
Il gruppo è rimasto in attività fino al 2019, quando, tutti i sei membri hanno deciso di non rinnovare il contratto con TS Entertainment.

## Storia
Il 26 gennaio 2012, i B.A.P pubblicano il loro singolo di debutto, Warrior, seguita dalla pubblicazione del loro omonimo album di debutto, avvenuta il 2 febbraio dello stesso anno.
I B.A.P. sono stati introdotti al pubblico alla fine del 2011 solo con Yongguk, che ha firmato un contratto con la casa discografica TS Entertainment dove pubblica un singolo "Going Crazy" con Jieun del gruppo Secret. Nel 11 agosto 2011 debutta con il singolo "I Remember" con Yang Yo-seob.. In un secondo momento, Himchan, uno ulzzang multi-strumentista, è stato introdotto al pubblico come un MC per uno spettacolo di programma musicale su MTV corea chiamato "The Show". Il 23 novembre 2011, Zelo è stato introdotto al pubblico attraverso una collaborazione con Yong-guk sotto il nome di "Bang & Zelo". con la canzone "Never Give Up".

### 2012:Warrior,Power,No MercyeStop It
Nel gennaio 2012, il gruppo è protagonista di un reality show, Ta-Dah, It's BAP, andato in onda su SBS MTV. Lo spettacolo è incentrato su come i sei membri svolgano il ruolo di alieni giunti da un altro pianeta e che lavorano assieme per debuttare come B.A.P, al fine di salvare il loro pianeta Mato, che si trova in gravi difficoltà.
Il 26 gennaio 2012, il singolo di debutto del gruppo, Warrior è stato pubblicato, e definito da MTV Corea come "potente e carismatico". Inoltre, Nancy Lee di Enews Mondo ha scritto: "Sembra che i B.A.P abbiano deciso di differenziarsi dagli gruppi formati da idol maschi carini che attualmente dominano il K-Pop, attraverso un'immagine da cattivo ragazzo, fracassando vetri delle auto, sollevando polvere, sapete, come fanno i maschi". La promozione per il singolo ha avuto inizio nello show televisivo coreano Music Bank, seguito da altre apparizioni televisive musicali come M! Countdown, Music Core, Inkigayo e The Show. Il 28 gennaio, i B.A.P hanno tenuto il loro primo Showcase a Seul al quale hanno assistito oltre 3.000 persone. Il 3 febbraio 2012, Warrior ha debuttato su Billboard World 's Albums Chart alla posizione # 10. In Corea del Sud, Warrior ha venduto oltre 10.000 copie in soli due giorni dalla sua pubblicazione.
Nel marzo 2012, I B.A.P pubblicano il singolo "Secret Love". Il 16 aprile 2012, TS Entertainment ha annunciato che i BAP sarebbero ritornati con un nuovo album il 27 aprile 2012. Il 20 aprile, TS Entertainment ha rivelato il nome del loro singolo di ritorno dal titolo "Power" e pubblicato un teaser del video musicale per la canzone. Il 26 aprile 2012 il video musicale di "Power" è stato pubblicato sul canale YouTube del gruppo. Il giorno seguente, i B.A.P pubblicano il loro mini-album, "Power" su vari negozi di musica digitale. Dopo aver terminato l'attività promozionale per "Power" in Corea, la band sarà vetrina per un tour asiatico, visitando Macao, Malesia, Thailandia e Taiwan.
Il 27 giugno, i B.A.P pubblicano il "Recording Take 2" photo book. Il 9 luglio i B.A.P pubblicano il loro nuovo brano dal loro primo mini-album, "Goodbye" con Cartoons Matoki. Il 19 luglio, i B.A.P pubblicano il video musicale dal loro nuovo Primo Mini-Album, noto come No Mercy, prodotto da Marco e Jeon Da Woon e scritto da Zelo, Bang Yong-guk, e Kang Park (YG Trainee). Il 23 ottobre i B.A.P pubblicano il loro terzo singolo, "하지마 (Stop It)" ed un video musicale per esso.
L'11 febbraio 2013 i B.A.P tornano con il loro secondo mini album, One shot pubblicando l'omonima title track con video musicale il giorno stesso. 
L'Ep si è classificato Numero 1 nella Billboards "World Album" chart.
Il 6 agosto dello stesso anno viene annunciata l'uscita del loro terzo mini album, Badman, contenente tre title track di genere musicali diversi: Badman, Coffee Shop e Hurricane.
A maggio il gruppo firma un contratto con la King Records, casa discografica giapponese che a settembre 2013 permetterà loro di rilasciare la versione giapponese del loro singolo di debutto "Warrior". 
In seguito pubblicheranno anche le versioni giapponesi di One shot, No Mercy e Excuse me.

### 2014:First sensibility, World Tour,Unplugged 2014e Causa legale
Nel 2014 vincono il Best Korean Act e ottengono una nomination per il Best Worldwide Act rappresentando Corea del Sud e Giappone durante gli MTV Europe Music Awards 2014.
Durante lo stesso anno il gruppo rilascia il primo Full Album, chiamato "First Sensibility" contenente 13 canzoni tra cui la title track "1004 (Angel)" che porterà il gruppo per la prima volta in cima alle classifiche degli show musicali coreani.
Come promozione dell'album i B.A.P intraprendono il loro secondo tour mondiale "BAP Live On Earth 2014 Continent tour" con 23 date in giro per il mondo.
Durante la promozione, il gruppo ha rilasciato come ringraziamento per i fan l'EP "BAP Unplugged 2014".
Il 27 novembre 2014 i media riportano che i 6 ragazzi hanno intrapreso una causa legale nei confronti della loro agenzia di intrattenimento, TS Entertainment, chiedendo di annullare il proprio contratto a causa di maltrattamenti, cattiva gestione della salute degli artisti e distribuzione non equa dei profitti. I membri della band affermano infatti di aver ricevuto solo circa 13.000 euro (18 milioni won coreani) dal loro debutto, nonostante abbiano fatto guadagnare all'agenzia più di 7 milioni di euro (10 miliardi di won coreani). Tuttavia, il giorno seguente, TS Entertainment ha emesso un comunicato stampa confutando le affermazioni fatte, affermando che "non c'erano né maltrattamenti nei confronti degli artisti né clausole abusive nel contratto".

### 2015: Riappacificazione con la TS eMatrix
Il 1º Agosto 2015 i B.A.P e la TS Entertainment chiariscono la causa, con delle scuse da entrambe le parti, e con il rinnovo del contratto.
Il gruppo, in seguito, fa il suo ritorno con la canzone "Young, Wild and Free", che fa parte del mini-album MATRIX, contenente 5 tracce, rilasciate il 16 novembre 2015.

### 2016: Carnival,Put 'Em Up,Noire la pausa di Bang Yongguk
A febbraio, pubblicarono il loro quinto EP, Carnival, contenente sei canzoni.
A marzo, pubblicarono invece il loro primo album in studio giapponese, Best. Absolute. Perfect. L'album conteneva tredici canzoni. Tre di queste ("New World", "Kingdom" e "Back in Time") erano canzoni originali giapponesi. Tra aprile e luglio, i BAP si sono esibiti nel loro tour mondiale Live On Earth 2016, con tappe anche in Italia.
Ad agosto, pubblicarono il quinto single album "Put 'Em Up". Il 25 ottobre 2016, TS Entertainment ha rivelato che Bang Yongguk non parteciperà alle promozioni per l'imminente album di BAP, Noir, a causa di disturbi d'ansia. Questa pausa durerà quattro mesi.
A novembre, i B.A.P tornano con il loro secondo album in studio, Noir.

### 2017–2019:Rose,Blue,Ego, Massivee la partenza da TS Entertainment
Nel marzo 2017, i B.A.P pubblicarono il loro sesto single album, Rose, contenente la traccia "Wake Me Up". Yongguk ritorna dalla pausa di quattro mesi per unirsi al resto del gruppo durante le promozioni.
Il 28 giugno 2017 è stato pubblicato il secondo album in studio giapponese del gruppo, Unlimited .
Il 5 settembre 2017, i B.A.P pubblicarono il loro settimo single album, Blue, contenente la traccia "Honeymoon".
Il 13 dicembre 2017, i B.A.P pubblicarono il loro ottavo single album, Ego, la cui traccia principale è "Hands Up".
Il 28 marzo 2018, i B.A.P pubblicarono il loro terzo album in studio giapponese, Massive.
Nel 2018, i membri Bang Yongguk e Zelo hanno lasciato il gruppo dopo la scadenza del contratto con TS Entertainment. Il 18 febbraio 2019 anche i restanti quattro membri decidono di non rinnovare il contratto con TS Entertainment.

## Stile musicale e immagine
MTV Korea ha definito i B.A.P "un gruppo versatile". Riguardo alle loro esibizioni dal vivo, Yun Seong Yeol di Star News Korea ha commentato: "Hanno già provato che quello che stanno mostrando sul palco è molto particolare. I loro balli di gruppo sono perfetti, hanno forte carisma, e il rap crudo di Bang Yong-guk e il rap ad alta velocità di Zelo sono in perfetta armonia. E le grandi voci di Dae Hyun e Young Jae fanno sì che le loro performance raggiungano il culmine. Come si addice alle loro mosse aggressive, le loro performance sono molto intense. Anche i maggiori gruppi dovrebbero prestare attenzione a loro". durante il loro periodo d'esordio, i membri hanno tinto il loro capelli biondo platino. Hanno partecipato personalmente nell'ideazione delle loro coreografie, del loro concetto, così come nello scrivere e comporre le loro canzoni dell'album, al fine di esprimere le loro personalità. Come il membro Yoo Youngjae ha sottolineato, "abbiamo voluto evitare di differenziarci troppo l'uno dall'altro, perché volevamo una immagine di 'squadra' sul palco". Quando è stato chiesto quale fosse la più grande differenza tra i B.A.P e gli altri gruppi idol, Yong Guk ha commentato, "Siamo virili. Quando guardi le coreografie che molti gruppi maschili svolgono, ci sono un sacco di mosse in cui spiccano le loro linee. Quindi ci sono momenti in cui appaiono più belli, quando ballano in gruppo, ma in contrasto con questo, abbiamo voluto esprimere maggiormente la potenza, piuttosto che dare piacere per gli occhi. Ecco perché pensiamo di apparire differentemente. E così anche per il nostro stile musicale e la nostra moda.

## Influenze
Lo stile musicale dei B.A.P è fortemente influenzato dalla musica Hip hop. Il leader dei BAP, Bang Yong-guk ha condiviso la passione del gruppo per la musica afro-americana, e ha confessato: "Siamo come un libro bianco ora, che può avere qualsiasi tipo di disegno. In contrasto con questo, la nostra musica è di colore nero. Tutti i membri amano la musica afro-americana come se essa avesse un'anima. Se potessimo nascere di nuovo, vorremmo nascere afro-americani e fare la loro musica." Yong-guk e Zelo citano 50 Cent, P. Diddy, Pharrell e altri rappers come loro influenze musicali.[26] Inoltre Yong-guk ha commentato: "Il mio obiettivo all'inizio non era diventare un cantante di K-pop. Ma vedendo i Supreme Team o i Dynamic Duo, che hanno reso popolare la musica hip hop in Corea, ho voluto prenderne parte e dare il mio contributo allo sviluppo del genere". Inoltre ad essere un rapper, Yong-guk è anche produttore e scrittore, dopo aver partecipato alla composizione di tutte canzoni le canzoni dei BAP contenute nel loro album di debutto, Warrior. Kim Himchan è un multi-strumentista ed è influenzato dalla musica coreana tradizionale. Kim Himchan suona vari strumenti tradizionali coreani, come il daegeum (strumento tradizionale simile ad un flauto), il janggu (strumento tradizionale simile ad un tamburo), il kkwaenggwari e il jing. In college, Himchan ha continuato in questa direzione con una specializzazione in arti tradizionali al Korea National University of Arts. Jung Daehyun è influenzato dall'R&B e cita Shin Yong Jae come la sua influenza musicale. Yoo Youngjae è influenzato dal R&B e Anima Neo musica, e cita Musiq Soulchild. come la sua influenza musicale. Moon Jong Up è influenzato da dance, Hip hop, R&B, e cita Chris Brown come la sua più grande influenza e uno dei suoi idoli, in particolare per il canto e i balli. Zelo è influenzato da Hip-Hop e R&B, e cita will.i.am e Kanye West come i suoi modelli di riferimento.

## Formazione[40]
- Bang Yong-guk (방용국) – leader, rap[41] (2012-2019)
- Kim Him-chan (김히찬) – voce, rap[41] (2012-2019)
- Jung Dae-hyun (정대현) – voce[41] (2012-2019)
- Yoo Young-jae (유영재) – voce[41] (2012-2019)
- Moon Jong-up (문정업) – voce[42] (2012-2019)
- Zelo (제로) – rapper[42] (2012-2019)

## Discografia

### In Corea del Sud

#### Album in studio
- 2014 – First Sensibility (TS Entertainment)
- 2016 – Noir (TS Entertainment)

#### EP
- 2012 - "Warrior" (TS Entertainment)
- 2012 - "Power" (TS Entertainment)
- 2012 – "No Mercy" (TS Entertainment)
- 2013 – "One Shot" (TS Entertainment)
- 2013 – "Badman" (TS Entertainment)
- 2015 - "Excuse Me" (TS Entertainment)
- 2016 - "Matrix" (TS enternaiment)
- 2016 - "Carnival" (TS Entertainment)
- 2016 - "Put'em Up" (TS Entertainment)

#### Single album
- 2012 – Warrior (TS Entertainment)
- 2012 – Power (TS Entertainment)
- 2012 – Crash (TS Entertainment)
- 2012 – Stop It (TS Entertainment)
- 2013 – Rain Sound (TS Entertainment)
- 2013 – Coffee Shop (TS Entertainment)
- 2013 – Hurricane (TS Entertainment)
- 2014 – Where Are You? (TS Entertainment)
- 2016 – Feel So Good (TS Entertainment)

### In Giappone

#### Album in studio
- 2016 – Best.Absolute.Perfect (King Records)

#### EP
- 2016 – Fly High (King Records)

#### Singoli
- 2013 – Warrior (King Records)
- 2013 – One Shot (King Records)
- 2014 – No Mercy (King Records)
- 2014 – Excuse Me (King Records)
- 2016 – Kingdom (King Records)
- 2016 – Feel So Good (King Records)
- 2016 – Fly High (King Records)